# 5 (album de JJ Cale)
Pour les articles homonymes, voir 5 (homonymie).
Albums de JJ Cale
Troubadour
(1976) Shades
(1981)
Singles
1. Katy Kool Lady
Sortie : 1979
2. Friday
Sortie : 1979
3. Don't Cry Sister
Sortie : 1979

5 est le cinquième album de JJ Cale. Il est paru en août 1979 sur le label Shelter Records et a été produit par Audie Ashworth  & J.J. Cale.

## Historique
Cet album est enregistré et mixé en grande partie dans les studios The Lakehouse de la ville de Old Hickory dans le Tennessee.
"I'll Make Love To You Anytime" a été joué par Eric Clapton sur l'album "Backless", en 1978, une année avant la sortie de "5". Carlos Santana reprend Sensitive Kind sur "Zebop !" en 1981.
L'album marque la première apparition de Christine Lakeland, guitariste, co-compositrice et compagne de JJ Cale.
Kenny Buttrey ancien membre de The Stray Gators est le batteur sur "I'll Make Love To You Anytime". Musicien de studio de Nashville, il accompagna notamment Bob Dylan et Neil Young.
La pochette est originale par son style rétro; elle représente le détail d'un billet de 5 dollars (design et direction artistique par Kosh).
Sur la ré-édition en CD, le titre "Katy Kool Lady" a été supprimé et remplacé par "Out of style", que l'on retrouve aussi sur le CD "Rewind". Cette suppression n'a pas été expliquée.
L'album se classa à la 136e place du Billboard 200 aux États-Unis en septembre 1979. C'est en France, qu'il obtint son meilleur classement, une 7e place dans le classement des meilleurs vente de disques.

## Liste des titres
Toutes les compositions sont de JJ Cale, sauf annotations
Face 1
| No | Titre                         | Auteur | Lieu d'enregistrement             | Durée |
| -- | ----------------------------- | ------ | --------------------------------- | ----- |
| 1. | Thirteen Days                 |        | Crazy Mamas Studio, Nashville, TN | 2:48  |
| 2. | Boilin' Pot                   |        | The Lakehouse, Old Hickory, TN    | 2:50  |
| 3. | I'll Make Love To You Anytime |        | Columbia Studios, Nashville, TN   | 3:12  |
| 4. | Don't Cry Cry Sister          |        | The Lakehouse                     | 2:12  |
| 5. | Too Much for Me               |        | The Lakehouse                     | 3:11  |
| 6. | Sensitive Kind                |        | Crazy Mamas Studio                | 5:09  |

Face 2
| No  | Titre              | Auteur                        | lieu d'enregistrement           | Durée |
| --- | ------------------ | ----------------------------- | ------------------------------- | ----- |
| 7.  | Friday             |                               | Crazy Mamas Studio              | 4:11  |
| 8.  | Lou-Easy-Ann       |                               | Woodland Studios, Nashville, TN | 2:46  |
| 9.  | Let's Go to Tahiti | Bill Boatman, Roger Tillotson | The Lakehouse                   | 2:49  |
| 10. | Katy Kool Lady     | J.J. Cale, Christine Lakeland | The Lakehouse                   | 2:21  |
| 11. | Fate of a Fool     |                               | Woodland studios                | 2:51  |
| 12. | Mona               |                               | Crazy Mamas Studio              | 3:17  |

## Musiciens
- JJ Cale : guitares, basse (2, 3, 4, 5, 9 & 10), piano, batterie (10) et chant
- Christine Lakeland : chant, orgue, guitare, percussions et piano (1, 4, 8, 10, 11 & 12)
- Billy Cox : basse (1)
- Carl Radle : basse (6, 7, 12)
- Nick Rather : basse (8, 11)
- Karl Himmel : batterie (1)
- Kenny Buttrey : batterie (3)
- Buddy Harmon : batterie (6, 7, 12)
- Jimmy Karstein : batterie et congas (6, 8, 11)
- David Paul Briggs : piano (6, 7)
- Larry Bell : piano électrique et orgue (8, 11)
- Bill Boatman : guitare et violon (8, 11)
- Bill Kenner : mandoline (12)
- Farrell Morris : vibraphone (6)
- Sherry Porter : chant (2)
- Shelly Kurland, Carl Gorodetzy, Roy Christensen, Marv Chantry : violons; Cam Mullins : violon (arrangements) (6-12)
- George Tidwell, Don Sheffield, Dennis Goode, Terry Williams : cuivres (6)

## Charts
| Pays             | Durée du classement | Meilleur classement |
| ---------------- | ------------------- | ------------------- |
| Allemagne        | 7 semaines          | 27e                 |
| Autriche         | 8 semaines          | 22e                 |
| États-Unis       | 9 semaines          | 136 e               |
| France           | 40 semaines         | 7e                  |
| Norvège          | 9 semaines          | 8e                  |
| Nouvelle-Zélande | 8 semaines          | 8e                  |
| Pays-Bas         | 8 semaines          | 12e                 |
| Royaume-Uni      | 6 semaines          | 40e                 |
| Suède            | 4 semaines          | 24e                 |
| Suisse           | 3 semaines          | 15e                 |